# Yusuf-Abad-Synagoge

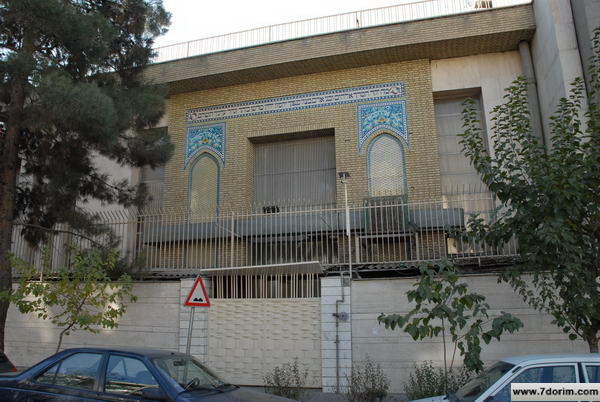
Yusuf-Abad-Synagoge in Teheran

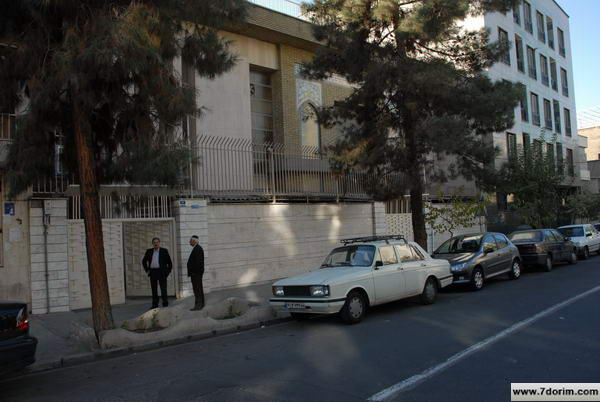
Straßenansicht der Yusuf-Abad-Synagoge

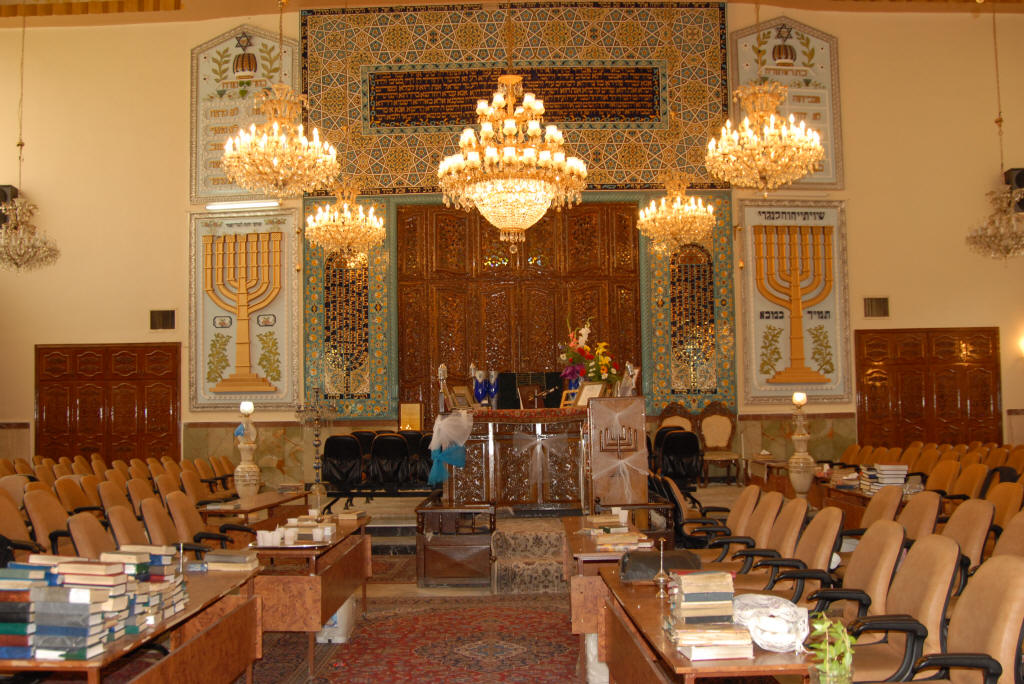
Innenansicht der Yusuf-Abad-Synagoge

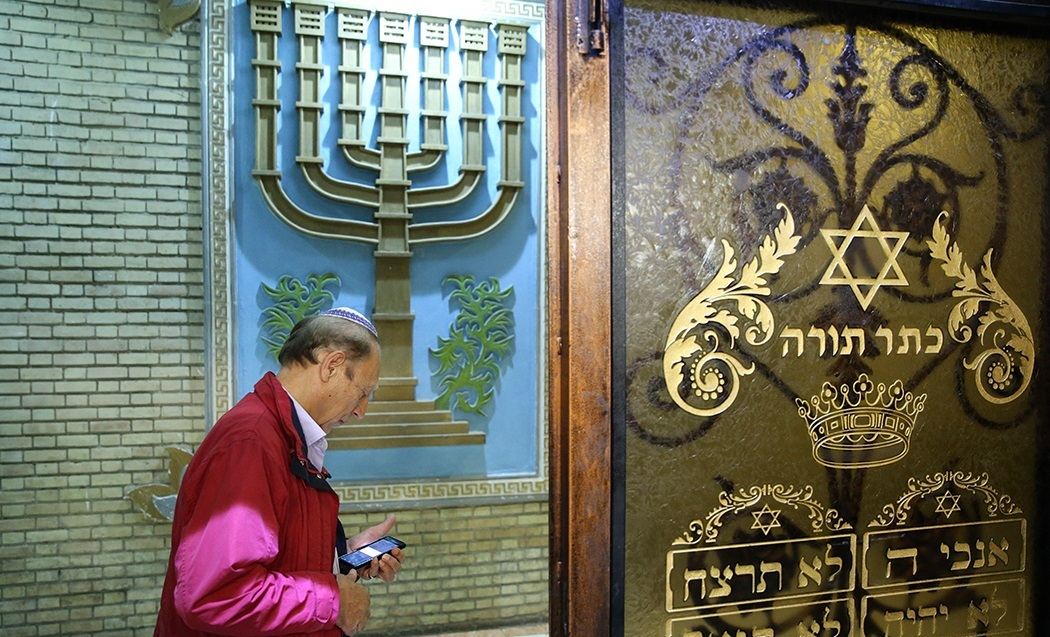
Rabbi der Yusuf-Abad-Synagoge in Teheran, 30. Mai 2018

Die Yusuf-Abad-Synagoge (persisch کنیسه یوسف آباد Kanise e Yusef Ābād, hebräisch בית הכנסת יוסף-אבד) oder Sukkot-Schalom-Synagoge (hebräisch בית הכנסת "סוכת שלום") ist eine Synagoge in der iranischen Hauptstadt Teheran, die im Jahre 1965 eröffnet wurde. Sie ist die größte Synagoge Teherans.

## Standort
Die Yusuf-Abad-Synagoge steht im gleichnamigen Teheraner Stadtteil Yusuf Abad an der Südseite der 15. Straße mit der Hausnummer 22, etwa 120 m östlich der Seyed-Jamaluddin-Asadabadi-Straße und 20 m westlich der Farahanipour-Straße.

## Geschichte
Im Stadtviertel Yusuf Abad siedelten sich nach dem Zweiten Weltkrieg viele Juden an. 1950 entstand an diesem Ort eine erste Synagoge, doch war diese für die wachsende jüdische Bevölkerung bald zu klein. Mit Unterstützung der lokalen jüdischen Gemeindeleiter unter Führung von Avraham Yusian wurde am selben Standort eine neue Synagoge errichtet, deren Bau im Oktober 1965 abgeschlossen wurde. Die Synagoge wurde an Rosch ha-Schana des Jahres 5726 nach dem jüdischen Kalender eröffnet. 1996 wurde die Synagoge durch einen Kabelbrand in ihrem östlichen Teil erheblich beschädigt und beim Wiederaufbau umgestaltet.
Am 8. Februar 2003 besuchte der Präsident Mohammad Chātami die Yusuf-Abad-Synagoge, was der erste Besuch eines Präsidenten Irans in einer Synagoge seit Islamischen Revolution war. Der Oberrabbiner Yousef Hamadani Cohen, Haroun Yashayaei und Maurice Motamed vertraten bei dieser Gelegenheit die jüdische Gemeinde. Yousef Hamadani Cohen entnahm die Torarollen dem Toraschrein und eröffnete die Gebete.

## Architektur
Die Yusuf-Abad-Synagoge ist mit einer Grundfläche von 1076 Quadratmetern eine der größten Synagogen Irans. Sie hat zwei Stockwerke, die insgesamt über 800 Personen aufnehmen können: das Untergeschoss für 500 Männer und das Obergeschoss für 300 Frauen. Die moderne Fassade ist auf einem Teil mit Blick auf die Straße mit Fliesen verziert. An der Südseite des Gebäudes befinden sich ein Balkon und ein kleiner Hof.